# Tanjung Sum
Tanjung Sum is een bestuurslaag in het regentschap Pelalawan van de provincie Riau, Indonesië. Tanjung Sum telt 1633 inwoners (volkstelling 2010).